# Girandola (film)
Girandola (Carefree) è un film del 1938 diretto da Mark Sandrich.
Si tratta dell'ottavo dei dieci film interpretati dalla coppia Fred Astaire-Ginger Rogers, il quinto ed ultimo con la regia di Sandrich.
Le coreografie del film si devono a Hermes Pan.

## Trama
Deciso a sposare la bella Amanda Cooper di cui è innamorato, Stephen Arden si rivolge all'amico psicanalista Tony Flagg chiedendogli di scoprire i veri motivi per cui la ragazza lo respinge. Amanda entra in analisi ma rifiuta di raccontare a Tony un sogno nel quale loro due ballavano insieme, preferendo lasciargli credere di avere un'enorme quantità di inibizioni e nascondendogli di essere innamorata di lui. Dopo che Amanda gli avrà confessato il suo amore, Tony cercherà di riportarla da Stephen con l'ipnosi e in questo modo scoprirà di essersi innamorato a sua volta dell'affascinante ragazza.

## Produzione
Il film fu prodotto dalla RKO Radio Pictures (con il nome R K O Radio Pictures, Inc.). Venne girato ai Busch Gardens, S. Grove Avenue di Pasadena.

## Distribuzione
Il copyright del film, richiesto dalla RKO Radio Pictures, Inc., fu registrato il 2 settembre 1938 con il numero LP8295.
Distribuito dalla RKO Radio Pictures (con il nome An R K O Radio Picture), il film uscì nelle sale cinematografiche degli Stati Uniti il 2 settembre 1938.